# James Paul Moody
James Paul Moody, född 21 augusti 1887, död 15 april 1912, var sjätte styrman ombord på det välkända fartyget RMS Titanic och den enda av underofficererna ombord som inte överlevde.
Lite är känt om Moodys ungdom. Han föddes i Scarborough i North Yorkshire i England, som son till John Henry Moody och Evelyn Louis Lammin. Han gick till sjöss vid 14 års ålder och deltog samtidigt vid HMS Conway nautiska skeppsutbildning i Birkenhead. Moody gick med i White Star Line redan under samma år för att tjänstgöra på ångfartyget RMS Oceanic innan han senare skulle bli antagen som styrman vid fartyget Titanic år 1912.
Moody hade en viktig roll under Titanics förlisning. Han var den som först samtalade med Titanics utkiksman Frederick Fleet efter att denne ringt i nödtelefonen ner till bryggan för att rapportera att man var på väg att kollidera med ett isberg. Moody, som svarade på samtalet frågade, "Vad ser du?" Fleet svarade: "Isberg, rakt föröver!" Han skulle därefter ha ansvar och sköta inskrivningarna för livbåtarna Nr. 12, 14 och 16. Hans död är dock okänd men man tror att han, som de flesta av Titanics offer, drabbades av hypotermi i den kalla Atlanten.
Man har ristat ett minnesmärke i Woodland Cemetery, Scarborough där det står med bibliska citat, "Ingen har större kärlek än den som ger sitt liv för sina vänner" (Joh. 15:13, Bibel 2000), som ett sätt att hedra hans minne.